# السفيرة أتوم
السفيرة أتوم (ア ト ム 大使، أتومو تايشي) هي سلسلة مانغا قصيرة كتبها أوسامو تيزوكا.

## نبذة
تم نشرها بشكل متسلسل في الأصل في مجلة كوبونشا من 1951 إلى 1952. يُشار إلى المسلسل في الغالب بتقديمه الشخصية المشهورة عالميًا أسترو بوي. سيتم إصدار المسلسل باعتباره الفصل 0 في مجلدات أسترو بوي tankōbon الأصلية التي نشرتها كودانشا.

## اقرأ أيضًا
- قائمة بأسماء المانغا
- أنمي
- الثقافة الشعبية اليابانية

## وصلات خارجية
- كيف تصنع مانغا من الألف إلى الياء
- مانغا.